# Port lotniczy Phaplu
Port lotniczy Phaplu – port lotniczy położony w Phaplu, w Nepalu. Oferuje połączenia do Katmandu i Lukli.